# Die rote Blume (Garschin)

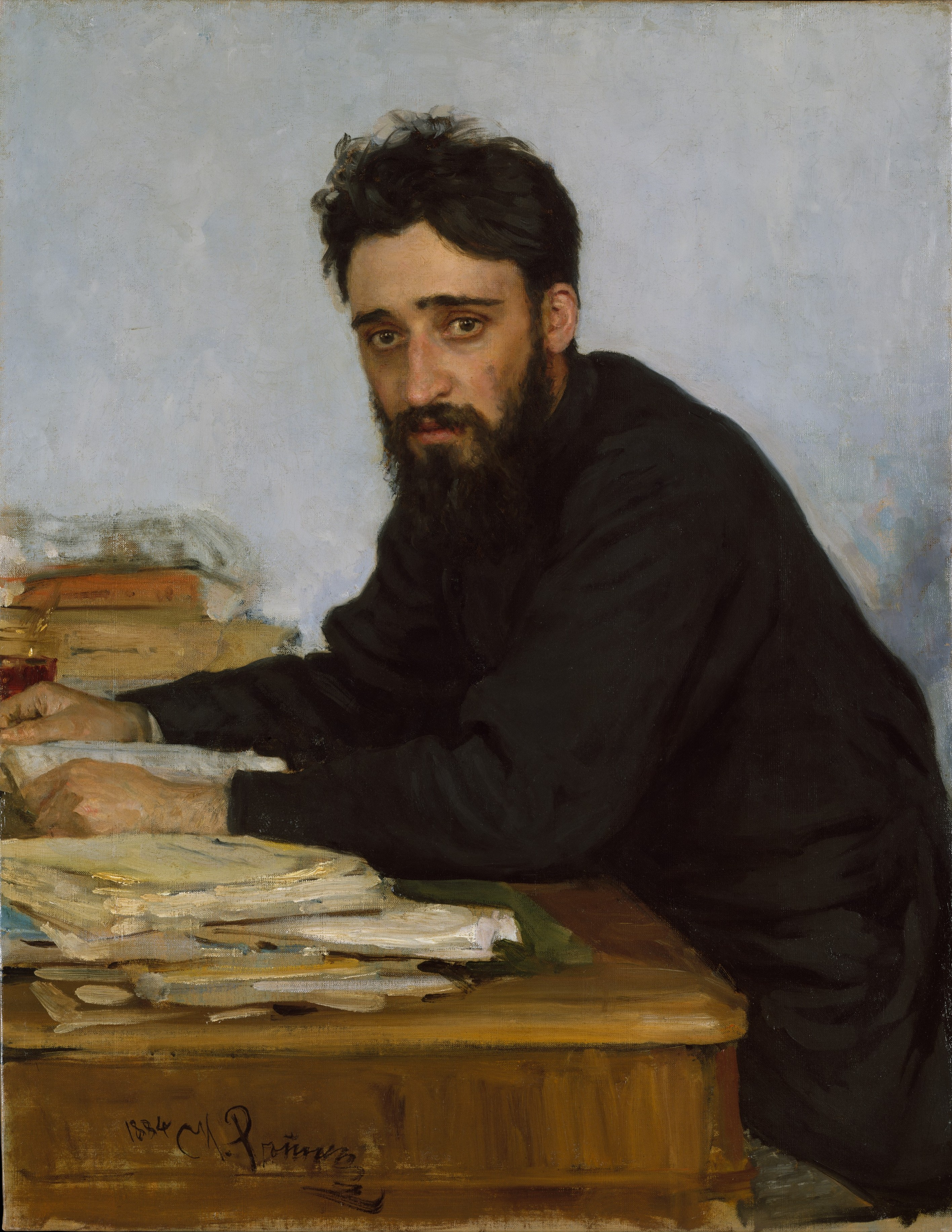
Ilja Repin 1884: Wsewolod Garschin

Die rote Blume (russisch Красный цветок, Krasny zwetok) ist eine Kurzgeschichte des russischen Schriftstellers Wsewolod Garschin, die 1883 im Oktoberheft der Otetschestwennye Sapiski in Sankt Petersburg erschien.

## Inhalt
Monat Mai in einem der 1880er Jahre in einem ukrainischen Irrenhaus: Der anonyme Patient wird im Anstaltsgarten von den zwei grell leuchtenden hellroten Blüten dreier Mohnstauden magisch angezogen. Als er einen der beiden Blütenstängel abreißen will, verhindert das ein Wärter. Später – am Abend – in einem unbewachten Augenblick, reißt der Kranke eine der roten Blumen ab und verbirgt sie unterm Hemd direkt an der Brust.
Wie war das mit dem Opium? Es kommt aus dem Mohn. Also hat der Mohn alles Böse aufgesogen; enthält alles vergossene Blut der Unschuldigen. Das Böse dieser Welt soll nun nach dem Willen des Patienten über dessen Brust in sein Inneres diffundieren. Dort drinnen kann und muss es dann besiegt werden.
Der Kranke kann nicht anders. Bevor der oben erwähnte strenge Wärter eingreifen kann, reißt er auch noch die zweite Blüte ab, birgt sie wiederum an der Brust und versteckt sich im Haus.
Als nun nach Überzeugung des Patienten alles Böse aus den Mohnblüten in ihn eingedrungen ist, verwelken die Blüten. Er verbrennt die Mohnblumenreste im Badeofen.
Danach, mit so viel Bösem intus, geht es dem Kranken sehr schlecht und er muss in die Zwangsjacke. Als er sieht, wie draußen im Beet eine dritte Mohnknospe aufbricht, befreit sich der rapide Abmagernde ohne fremde Hilfe aus der Zwangsjacke, überwindet listig das vergitterte Fenster zum Garten, reißt die dritte rote Blüte ab und zerdrückt sie in der Hand. Alles Böse dieser Welt hat der Kranke nun seiner Ansicht nach verinnerlicht und bricht unter der ungeheuren einverleibten Last zusammen. Am Morgen wird er mit einem glücklichen Lächeln im Gesicht tot aufgefunden. Die dritte Blume gibt der Tote nicht her. Er wird mit ihr begraben.

## Deutschsprachige Ausgaben
Verwendete Ausgabe
- Die rote Blume. Dem Andenken Iwan Turgenews gewidmet. S. 279–299 in Wsewolod M. Garschin: Die Erzählungen. Übertragen und mit Nachwort von Valerian Tornius. 464 Seiten. Dieterich’sche Verlagsbuchhandlung, Leipzig 1956 (Sammlung Dieterich, Bd. 177)